# 吳承賢
吳承賢（韓語：오승현，1978年3月1日—），韓國女演員、模特兒。

## 影視作品

### 電視劇
- 2000年：SBS《菜鳥》
- 2002年：MBC《自從遇见你》飾演 黃鳳淑
- 2003年：SBS《夢想的銀幕》
- 2004年：MBC《天生緣分》飾演 高恩菲
- 2004年：KBS《白雪公主》飾演 章喜媛
- 2008年：MBC《愛你，不要哭泣》飾演 閔書鈴
- 2012年：tvN 《21世紀家族》飾 吳恩美
- 2019年：SBS 《醫生耀漢》飾 閔珠景

### 電影
- 2001年：《杀手公司》饰演 华颐
- 2004年：《我男朋友的羅曼史》
- 2004年：《Someone Special》
- 2007年：《金馆长对金馆长对金馆长》

### MV
- 2002年： 《Brown eyes》for you